# Бретелін
Бретелін (рум. Bretelin) — село у повіті Хунедоара в Румунії. Входить до складу комуни Вецел.
Село розташоване на відстані 303 км на північний захід від Бухареста, 7 км на захід від Деви, 116 км на південний захід від Клуж-Напоки, 123 км на схід від Тімішоари.

## Населення
За даними перепису населення 2002 року у селі проживали 52 особи, усі — румуни. Усі жителі села рідною мовою назвали румунську.